# Guerra cognitiva
Se conoce como guerra cognitiva el conjunto de acciones militares planificadas para afectar actitudes y conductas  mediante la perturbación de la cognición a nivel individual, grupal o poblacional. Se trata de un tipo de guerra híbrida que constituye una extensión de la guerra de la información y utiliza, entre otros recursos, propaganda y desinformación.

## Definición
El concepto de guerra cognitiva es relativamente reciente y hasta mitad de 2023 aún no se había llegado a un consenso acerca de la definición precisa. Los escenarios bélicos reconocidos son los tradicionales terrestre, naval y aéreo, a los que se agregaron recientemente los dominios del espacio y el ciberespacio. Algunos autores sugieren que el sexto dominio será el cognitivo.
Paul Ottewell define la guerra cognitiva como “maniobras en el ámbito cognitivo para establecer una percepción predeterminada entre una audiencia objetivo con el fin de obtener una ventaja sobre otra parte” y señala que si bien la expresión suele tener un simbolismo negativo, también es posible considerar usos o aspectos defensivos y constructivos.
En un trabajo de 2020, Bernal, Carter, Singh, Cao y Madreperla sostienen que la guerra cognitiva es “la utilización de la opinión pública como arma" y que el objetivo no es solo el control del flujo de información sino también la forma en que las personas o grupos objetivo reaccionan ante esa información.
Oliver Backes y Andrew Swab entienden que la guerra cognitiva es una estrategia que consiste en alterar, a través de la información, cómo piensa una población objetivo, lo que conducirá a modificar el modo en que esta población actúa.
Koichiro Takagi afirma que el espacio cognitivo, vinculado directamente al cerebro humano, involucra las emociones, motivos, juicios y acciones y que el control de ese espacio será la clave de las guerras futuras.

## Características
La guerra cognitiva es la forma de utilizar los procesos vinculados al conocimiento en el marco de un conflicto.
Las acciones se desarrollan mediante diversos instrumentos de poder que actúan de modo armónico y sincrónico y están diseñadas para modificar las percepciones de la realidad de los individuos, grupos o comunidades objetivo, con lo cual las conductas también se ven alteradas. 

Utilizan las herramientas que proveen las varias ciencias relacionadas con el conocimiento y sus procesos: psicología, lingüística, neurobiología, etc. Estas acciones exceden el campo militar y se aplican a los ámbitos políticos, económicos, sociales y culturales. Cualquier usuario de las actuales tecnologías de la comunicación y la información puede ser un objetivo potencial.
La acciones de guerra cognitiva, por su naturaleza virtual, han desdibujado los límites entre los objetivos civiles y militares.
Los modelos de lenguaje a gran escala de la inteligencia artificial, incluido ChatGPT, el análisis de big data para predecir patrones de conducta, y las crecientes posibilidades que las actuales tecnologías proveen para incrementar la eficacia de los mensajes mediante microsegmentación, configuran el conjunto de herramientas tecnológicas para la acción en el dominio cognitivo.

## Ejemplos
La guerra cognitiva, que involucra «una batalla de narrativas», puede tener episodios de caracter doméstico. Tal fue el caso de las masivas protestas de 2020 en Washington DC, en rechazo a la violencia sistemática contra la comunidad afroamericana. Donald Trump acusó por los disturbios a los manifestantes de 'Antifa' y amenazó con declararlos una organización terrorista.
En 2018, Yotam Rosner y David Siman-Tov analizaron la posible interferencia rusa en las elecciones presidenciales de Estados Unidos de 2016. En su descripción de los hechos señalaron «la conexión entre los métodos de guerra psicológica y las infraestructuras tecnológicas, que permiten la intervención en la "conciencia" de otro país, podría llamarse "subversión cognitiva"».
Las acciones para lograr la reunificación de Taiwán a la República Popular China incluyen diversas estrategias, entre ellas presiones que las autoridades de Taiwán han calificado como guerra cognitiva.
La invasión rusa de Ucrania de febrero de 2022 incluye, según algunos analistas, además de todos los componentes físicamente destructivos propios de una guerra cinética, la utilización de narrativas históricas relacionadas con el pasado de Ucrania y sus fuertes lazos culturales con Rusia, además del objetivo expresado de lograr la desnazificación del territorio. Estas narrativas, también dirigidas a las audiencias del Sur global, buscan instalar la visión de Rusia como una fuerza antiimperialista, en oposición al colonialismo y el dominio hegemónico liderado por Estados Unidos.
En España, el Estado Mayor de la Defensa (EMAD), junto con la empresa tecnológica GMV, ha iniciado un proyecto orientado al desarrollo de capacidades de monitorización, análisis y control del dominio cognitivo. Este proyecto busca dotar a las Fuerzas Armadas españolas de herramientas para operar en el entorno informativo, mediante técnicas avanzadas de recolección de datos, análisis de la percepción y protección cognitiva frente a campañas de desinformación. El programa forma parte de la evolución hacia una defensa multidominio en la que el dominio cognitivo se considera un nuevo campo de actuación militar.